# Khajag Barsamian
Khajag Barsamian, in armeno: Խաժակ արքեպիսկոպոս Պարսամjան (Arapkir, 4 luglio 1951), è un arcivescovo armeno e dal settembre 2018 è legato patriarcale dell'Europa occidentale e rappresentante della Chiesa apostolica armena presso la Santa Sede; precedentemente è stato il primate della diocesi orientale della Chiesa armena degli Usa.

## Biografia

### I primi anni
All'età di 13 anni ha iniziato gli studi religiosi presso il Seminario armeno della Santa Croce di Istanbul. Su incoraggiamento dell'arcivescovo Shnorhk Kaloustian - l’allora Patriarca armeno di Costantinopoli - è entrato nel Seminario di San Giacomo del Patriarcato armeno di Gerusalemme che ha frequentato dal 1967 al 1971. Nel 1971 è stato ordinato sacerdote celibe e due anni dopo ha conseguito il grado ecclesiastico di Vardapet.
In seguito, ha perfezionato i suoi studi negli Stati Uniti e in Europa: presso General Theological Seminary di New York, St. John's University di Minneapolis, la Pontificia Università Gregoriana di Roma ed Oriental Institute di Oxford. Ha tenuto conferenze negli Stati Uniti, in Italia, in Inghilterra, in Germania, a Gerusalemme e in Armenia. Ha condotto ricerche presso l’Istituto dei manoscritti antichi Matenadaran a Erevan, la Biblioteca della Congregazione armena mechitarista di Venezia e la Biblioteca dei manoscritti del Patriarcato armeno di Gerusalemme. Le sue pubblicazioni sono apparse su diverse riviste educative ed accademiche.

### Il servizio
Parallelamente e successivamente agli studi, ha prestato servizio pastorale nelle comunità armene a Istanbul, a Giaffa, a Caifa, a Ramla e in seguito, nella diocesi orientale della Chiesa armena degli Usa: Worcester, Massachusetts, Minneapolis-Saint Paul e New York City, dove è stato vicario generale e direttore del servizio per le relazioni ecumeniche della Cattedrale armena di San Vartan.

### Incarichi
Nel 1990 è stato eletto Primate della diocesi orientale della Chiesa armena degli Usa, incarico che ha ricoperto fino al 2018. Nello stesso anno 1990 è stato ordinato vescovo da Sua Santità Vasken I, il Patriarca Supremo e Catholicos di tutti gli armeni. Nel 1992 è stato elevato alla dignità di arcivescovo.
Nel settembre 2018 Sua Santità Karekin II lo nomina legato patriarcale dell'Europa occidentale e rappresentante della Chiesa apostolica armena presso la Santa Sede.

### Altre attività
È stato una figura centrale nel consolidamento dei rapporti tra i capi supremi della Chiesa armena e della Chiesa cattolica. Ha svolto un ruolo chiave nell'organizzare la visita di Papa Giovanni Paolo II in Armenia nel 2001, la messa in occasione del 100º anniversario del genocidio del popolo armeno alla Basilica di San Pietro nel 2015, e la visita di Papa Francesco in Armenia nel giugno 2016.
Come presidente dell’organizzazione senza scopo di lucro Fund for Armenian Relief (FAR), si è dedicato alla gestione degli aiuti umanitari a favore della popolazione armena colpita dal terremoto del 1988 e in seguito, al sostegno economico-finanziario e ad altre forme di cooperazione con la neonata Repubblica d’Armenia.
È membro attivo di varie organizzazioni religiose ed ecumeniche, tra cui National Council of Churches (Usa), il Consiglio mondiale delle Chiese, Appeal of Conscience Foundation, National Ethnic Coalition of Organizations, Religion in American Life ed American Bible Society.

## Riconoscimenti
- Medaglia d'Onore di Ellis Island degli USA
- Medaglia d'Onore del Presidente della Repubblica d'Armenia
- Lauree honoris causa del General Theological Seminary di New York, della Seton Hall University e dell'Accademia Nazionale delle Scienze della Repubblica d’Armenia.